# Баур, Ганс
Йоханн Ганс Питер Баур (нем. Johann "Hans" Peter Baur; 19 июня 1897, Ампфинг, Бавария, — 17 февраля 1993, Хершинг-ам-Аммерзее) — личный пилот Адольфа Гитлера, группенфюрер СС, генерал-лейтенант полиции.

## Биография
Иоганн (Ганс) Петер Баур родился в Ампфинге, Бавария в семье почтового чиновника . Среднее образование получил в одной из мюнхенских гимназий (Erasmus-Grasser-Gymnasium). В 1915 году вступил добровольцем в имперские военно-воздушные силы Германии. В сражениях Первой мировой войны сбил девять вражеских самолётов. В 1918 году получил звание лейтенанта.
После подписания Германией Версальского мира в 1919 году Баур был зачислен в один из добровольческих полувоенных корпусов под командованием Ф. К. фон Эппа. Далее в период с 1921 по 1923 годы работал пилотом сначала в Bayrische Luftlloyd, затем в Junkers Luftverkehr. В мае 1926 года стал одним из шести первых пилотов компании Lufthansa. Тогда же вступил в НСДАП (билет № 48 113).
В 1932 году по рекомендации Генриха Гиммлера и Рудольфа Гесса Ганс Баур был назначен личным пилотом фюрера, а в 1934 году также возглавил правительственную эскадрилью, которая подчинялась непосредственно руководству НСДАП и имперскому правительству. В частности, в 1939 году пилотировал самолёт, доставивший в Москву на переговоры имперского министра иностранных дел Иоахима фон Риббентропа.
Лётчик пользовался расположением Гитлера и сопровождал его во всех поездках. Последний раз полёт с Гитлером совершил в декабре 1944 года при переносе ставки из Растенбурга в Берлин (после этого Гитлер самолётами больше не летал). В начале 1945 года проводил испытания новейшего самолёта Ju.290. В апреле-мае 1945 года во время боёв в Берлине Ганс Баур постоянно находился в бункере фюрера при Имперской канцелярии.
После самоубийства Гитлера он попытался прорваться на Запад, но 2 мая был взят в плен советскими войсками и вывезен в Москву.

## Суд
В течение пяти следующих лет Баур содержался в Бутырской тюрьме. Баур обвинялся в том, что принимал участие в разработке военных планов, управляя самолетом во время визита Гитлера к Бенито Муссолини. Затем 31 мая 1950 года военный трибунал войск МВД Московского округа приговорил его к 25 годам заключения в лагерях. На суде Баур посоветовал председателю «арестовать и машиниста локомотива, который тащил тот вагон, в котором Гитлер и Муссолини вели переговоры в районе Бреннерского перевала». Это вызвало замешательство, но после 15-минутного перерыва советский трибунал осудил Баура с формулировкой:
Поскольку вы, совместно с Гитлером, несколько раз посещали советские города и, таким образом,
способствовали совершению преступлений против мирных советских граждан и советских военнопленных, вы признаны судом виновным и приговариваетесь к двадцати пяти годам заключения…
Был направлен в лагерь военнопленных № 388 в Сталиногорске, работал на шахте № 26. Однако уже 8 октября 1955 года Баур был передан властям ФРГ в числе неамнистированных преступников.
В 1971 году он написал мемуары «С властью между небом и землёй» (нем. Mit Mächtigen zwischen Himmel und Erde). Скончался Ганс Баур в 1993 году. Похоронен в Мюнхене.

## Награды
- Железный крест (1914) 2-го и 1-го класса (Королевство Пруссия)
- Медаль «За храбрость» в серебре (июль 1916) (Королевство Бавария)
- Крест «За военные заслуги» 3-го класса с короной и мечами (Королевство Бавария)
- Знак военного летчика (20 апреля 1914) (Королевство Бавария)
- Почётный кубок для победителя в воздушном бою
- Медаль «В память 13 марта 1938 года»
- Медаль «В память 1 октября 1938 года»
- Спортивный знак СА в бронзе
- Орден Заслуг командорский крест (1941) (Королевство Венгрия)
- Орден «Святой Александр» (1941) (Царство Болгария)
- Орден Короны Италии рыцарский крест (Королевство Италия)
- Медаль «За выслугу лет в НСДАП» в бронзе и серебре
- Данцигский крест 2-го класса
- Орден Короны Румынии большой офицерский крест (Королевство Румыния)
- Орден Белой розы Финляндии
- Орден Креста Свободы 2-го класса с мечами (4 июня 1942)
- Орден Короны короля Звонимира 1-го класса (1943) (Независимое государство Хорватия)
- Йольский светильник СС (16 декабря 1935)
- Почётная шпага рейхсфюрера СС
- Шеврон старого бойца со звездой
- Кольцо «Мёртвая голова»
- Золотой партийный знак НСДАП (1943)
- Медаль «За выслугу лет в CC»